# Chamaeleoninae
Chamaeleoninae was een onderfamilie van hagedissen behorend tot de familie kameleons (Chamaeleonidae). Ongeveer twee derde van alle kameleons werd tot deze groep gerekend, de verschillende soorten komen voor in delen van Afrika, Azië en Europa. De groep werd voor het eerst wetenschappelijk beschreven door Charles J.J. Klaver & Wolfgang Böhme in 1986. 
De onderfamilie werd ook wel aangeduid met 'echte kameleons' omdat de meeste vertegenwoordigers typische kameleons zijn. De meeste soorten zijn groen van kleur en boombewonend. De tegenhanger was de onderfamilie Brookesiinae, de 'onechte kameleons'. Deze laatste groep werd vertegenwoordigd door meer bodembewonende soorten die klein blijven en meestal bruin van kleur zijn. Uit genetisch onderzoek blijkt echter dat beide groepen niet naast elkaar kunnen worden gezien, maar de verschillende groepen van elkaar afstammen. De onderfamilies worden tegenwoordig niet meer erkend. 

## Taxonomie
Onderfamilie Chamaeleoninae
- Geslacht Archaius
- Geslacht Bradypodion
- Geslacht Calumma
- Geslacht Chamaeleo
- Geslacht Furcifer
- Geslacht Kinyongia
- Geslacht Nadzikambia
- Geslacht Trioceros